# Days of Future Passed
《Days of Future Passed》는 1967년 11월, 데람 레코드가 발매한 영국의 록 밴드 무디 블루스의 두 번째 스튜디오 음반이자 첫 번째 콘셉트 음반이다. 오케스트라와 록의 요소가 융합되면서, 프로그레시브 록의 첫 번째 예들 중 하나로 인용되어 왔다.
이 음반은 무디 블루스가 재정적인 어려움과 비판적이고 상업적 성공이 부족했던 시기에 녹음되었다. 그들의 부모 레이블인 데카 레코드는 그들에게 그들의 음악을 오케스트라 인터럽트와 결합한 스테레오 LP를 녹음할 기회를 제공했다. 그들은 주로 그룹과 오케스트라가 따로 연주하고 함께 섞이면서, 일상 남성의 삶에 대한 노래들을 작곡하기로 결정했다. 발매와 동시에 중간 정도의 성공을 거두었지만, 라디오 방송, 특히 히트 싱글 〈Nights in White Satin〉에 이어 1972년 미국 톱 10 히트곡이 되었다. 이 음반은 《롤링 스톤》이 1967년에 발표한 가장 중요한 음반 중 하나이다.

## 배경 및 녹음
무디 블루스는 리듬 앤 블루스 밴드로 시작했지만 1966년 말에 그들은 재정적인 어려움에 부딪쳤다. 새로 들어온 가수이자 기타리스트인 저스틴 헤이워드는 "우리는 돈, 아무것도 없었다"고 말했다. 이 그룹에 따르면 1967년 9월, 데카로부터 "데라믹 사운드"라는 이름의 최신 녹음 기술을 보여주기 위해 안토닌 드보르자크의 《교향곡 9번》을 데카에서 새롭게 결성된 데람 레코드 부문에 맞춰 녹음해 달라는 요청을 받았다. 그러나 녹음 엔지니어 데릭 바날스는 1967년 세션 시작 당시에도 드보르자크 음반을 녹음할 의도가 없었고 1970년대 중반까지 이 프로젝트에 대한 이야기가 나오지 않았다고 주장하며 이 이야기에 이의를 제기하였다.
데카는 클래식 음반을 위해 스테레오포닉 사운드를 실험했고, 클래식 음반과 그룹이 같은 음악을 해석하는 방식을 접목시켜 팝 시장을 장악하기를 희망했다. 대신에, 밴드는 (처음에는 레이블 몰래) 그들이 작업해 온 오리지널 스테이지 쇼에 기반한 음반에 초점을 맞추기로 결정했고, 그 곡들을 고전적인 편곡들과 섞었다. 키보디스트인 마이크 핀더는 테이프 재생 키보드인 멜로트론을 구입해 〈Dawn Is a Feeling〉이라는 곡을 작곡했다. 헤이워드는 침대 시트를 비유하여 한 관계와 또 다른 관계 사이의 변화에 대해 쓴 〈Nights in White Satin〉을 썼다. 핀더가 헤이워드의 기본 곡 프레임워크에 함께하기 위해 멜로트론에 현악기를 추가했을 때, 이 그룹은 자신들이 주목할 만한 무엇인가를 썼고 노래 사이클에 적합한 결말을 썼다는 것을 깨달았다.
음반 녹음 세션은 1967년 5월 9일부터 11월 3일까지 런던 웨스트 햄스테드에 있는 데카 스튜디오에서 열렸다.  이 밴드는 음반 프로듀서 토니 클라크, 바날스, 지휘자 피터 나이트와 함께 작업했다. 그 그룹은 먼저 그들의 세션을 녹음하고 섞은 다음 완성된 테이프를 나이트에게 넘겨 오케스트라 막간을 정리하고 녹음했다.

## 내용
이 음반의 음악은 헤이워드와 핀더의 사이키델릭 록 발라드, 런던 페스티벌 오케스트라의 오케스트라 인터셉트를 특징으로 한다. 이 밴드와 오케스트라는 실제로 〈Nights In White Satin〉의 마지막 부분 동안만 함께 연주한다.
음악 작가들은 프로그레시브 록 음악의 초기 예로 이 음반을 든다. 야후! 뮤직의 빌 홀드쉽은 이 밴드가 "여기서 하나의 장르를 창조했다"고 말했다. 데이비드 프리케는 이 음반을 1967년의 필수 음반 중 하나로 인용했고, "사이키델리아보다 높은 예술 폼에 더 가깝다"고 밝혔다. 그러나 현악기와 마이크 핀더의 멜로트론의 미러링 효과에는 글쓰기에 대한 날카로운 대중적 재량권과 삼엄한 낭만주의가 있다." 윌 헤르메스는 이 음반을 필수적인 프로그레시브 록 레코드로 꼽으며, 테이프 재생 키보드인 멜로트론을 사용한 것이 이 장르의 "시그니처" 요소로 만들었다고 말한다. 반문화 시대의 영향력 있는 작품인 올뮤직 편집자 브루스 에더는 이 음반을 "꽃 피는 사이키델릭 시대의 정의로운 문서 중 하나이며, 이 시대의 가장 영구히 인기 있는 음반 중 하나"라고 부른다.

## 발매
| 전문가 평가          | 전문가 평가  |
| 평가 점수            | 평가 점수    |
| 출처                 | 점수         |
| -------------------- | ------------ |
| AllMusic             | [ 3 ]        |
| The Music Box        | [ 14 ]       |
| PopMatters           | 9/10         |
| Rolling Stone (1968) | (mixed)      |
| Rolling Stone (2007) | (favourable) |
| Spin                 | (favourable) |
| Sputnikmusic         | 5/5          |
| Uncut                | [ 9 ]        |
| Yahoo! Music         | (favourable) |

무디 블루스는 그것이 완성될 때까지 데카 경영들에게 어떤 음악도 연주하지 않았다. 첫 번째 연주에서, 그들은 그것이 그들이 기대했던 드보르자크 편곡이 아니었기 때문에 결과에 실망했다. 런던 레코드 (데카의 북미 팔)의 대표인 월트 맥과이어는 그러나 미국에서 강력한 판매자가 될 것으로 생각하여 음반을 녹음한 대로 발매하기로 합의하였다.
《Days of Future Passed》는 1967년 11월 10일, 영국에서, 미국에서 11월 11일에 발매되었다. 이 음반은 영국 음반 차트에서 27위에 올랐다. 미국에서는 1960년대 후반 FM 라디오 〈Nights in White Satin〉의 도움으로 꾸준히 판매되었고, 1972년 미국 《빌보드》 차트 2위에 올랐다.

## 곡 목록
| #  | 제목                                                | 작사·작곡                                | 리드 보컬                        | 재생 시간          |
| -- | --------------------------------------------------- | ---------------------------------------- | -------------------------------- | ------------------ |
| 1. | 〈The Day Begins - The Day Begins - Morning Glory〉 | 피터 나이트, 그레임 에지 - 나이트 - 에지 | 마이크 핀더 - 기악 - 핀더 (낭독) | 5:50 - 4:08 - 1:42 |
| 2. | 〈Dawn: Dawn Is a Feeling〉                         | 핀더                                     | 저스틴 헤이워드, 핀더            | 3:48               |
| 3. | 〈The Morning: Another Morning〉                    | 레이 토머스                              | 토머스                           | 3:55               |
| 4. | 〈Lunch Break: Peak Hour〉                          | 존 로지                                  | 로지                             | 5:33               |

| #  | 제목                                                                          | 작사·작곡                                        | 리드 보컬                               | 재생 시간          |
| -- | ----------------------------------------------------------------------------- | ------------------------------------------------ | --------------------------------------- | ------------------ |
| 1. | 〈The Afternoon - Forever Afternoon (Tuesday?) - (Evening) Time to Get Away〉 | 헤이워드, 로지 - 헤이워드 - 로지                 | 헤이워드, 로지 - 헤이워드 - 로지        | 8:23 - 5:06 - 3:17 |
| 2. | 〈Evening - The Sunset - Twilight Time〉                                      | 핀더, 토머스 - 핀더 - 토머스                     | 핀더, 토머스 - 핀더 - 토머스            | 6:40 - 3:17 - 3:23 |
| 3. | 〈The Night - Nights in White Satin - Late Lament / Resolvement〉             | 헤이워드, 에지, 나이트 - 헤이워드 - 에지, 나이트 | 헤이워드, 핀더 - 헤이워드 - 핀더 (낭독) | 7:24 - 5:38 - 1:46 |